# Laptele stâncii
Laptele stâncii (Androsace lactea - (L.) este o plantă cu flori, scundă, din familia Primulaceae.

## Descriere

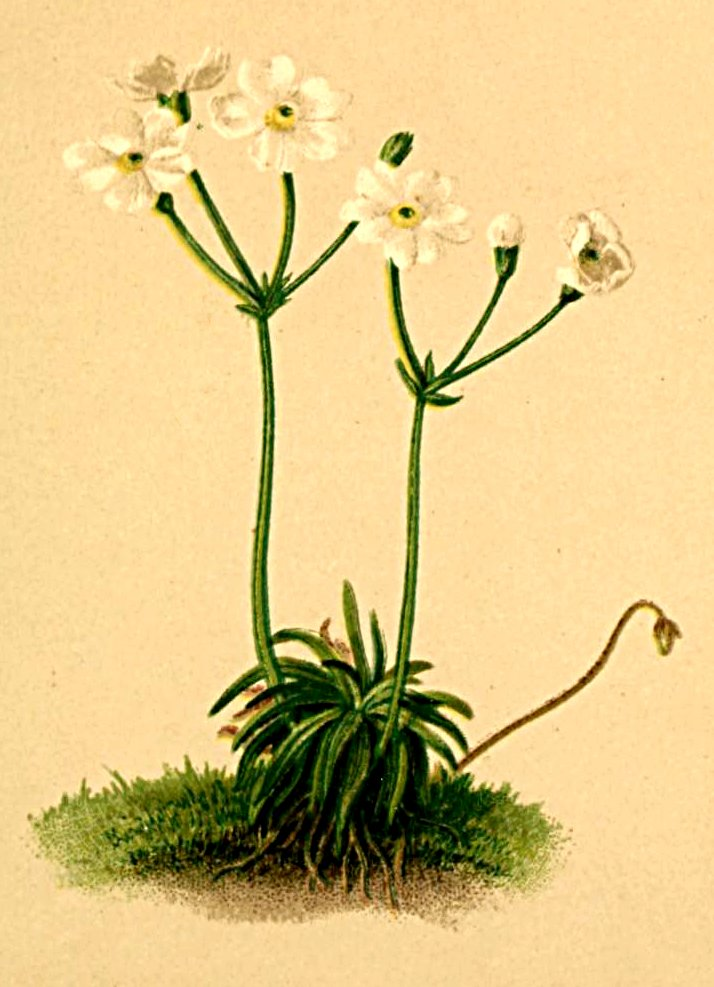
Morfologia

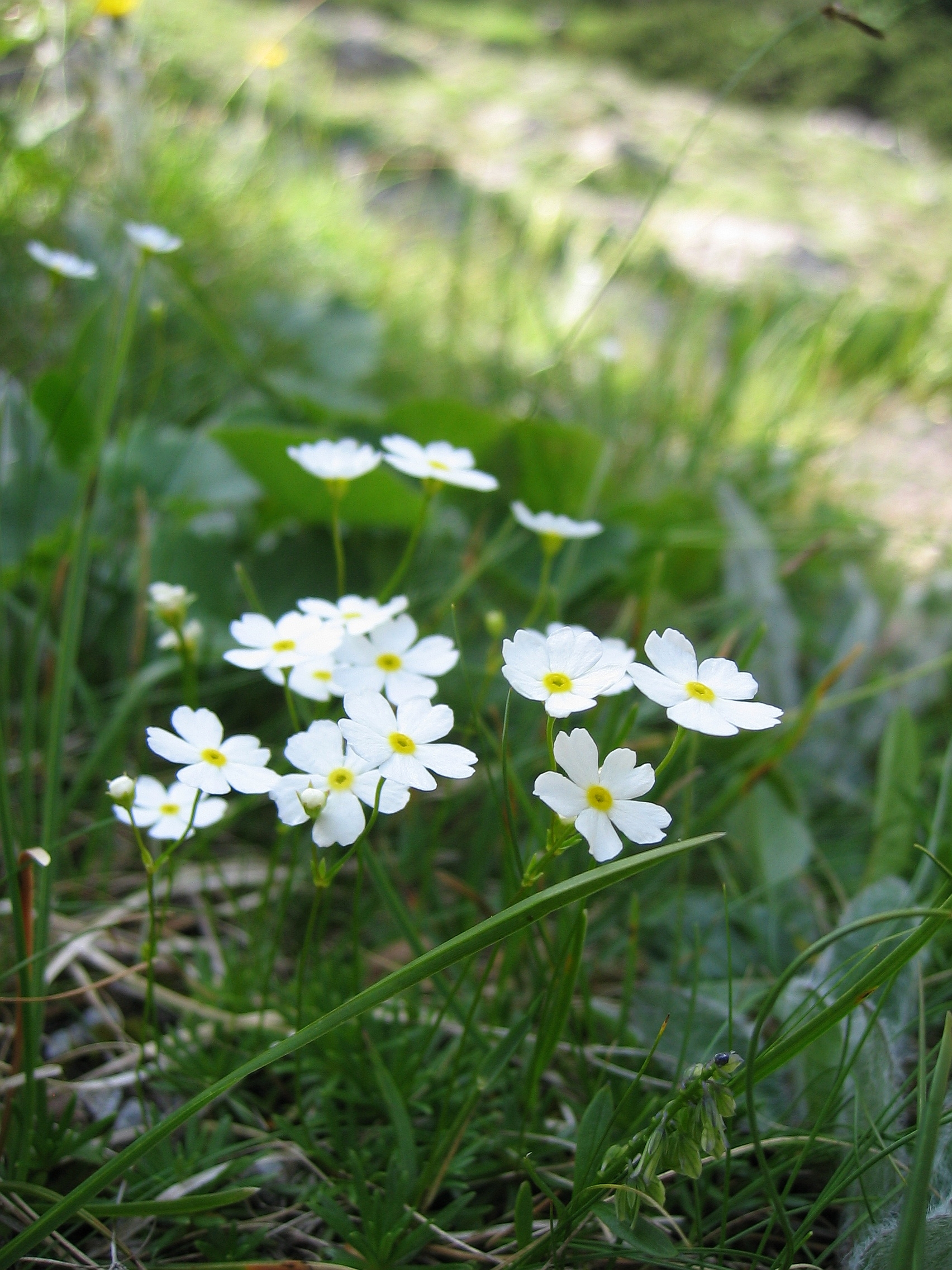
Laptele stâncii

Laptele stâncii are tulpinile firave, cu 30–80 mm înălțime. Frunzele cresc la baza tulpinii, sunt nepăroase, înguste, așezate în rozete, unele întinse pe stâncă, altele îngrămădite la capătul unor mlădițe roșietice. Florile sunt de culoare alb lăptos și au o pată galbenă în centru. Ele au 8–10 mm în diametru și au cinci petale știrbite la vârf. Florile sunt de obicei câte două-cinci (rar doar una) pe codițe lungi, subțiri, care pornesc din același punct la vârful tulpinii. Laptele stâncii înflorește în lunile iulie-august

## Răspândire
În România, laptele stâncii crește pe stâncile umede din munții Carpați.